# 那多
那多（1977年12月24日—），原名赵延。上海人，中国大陆作家，上海作家协会副主席，《萌芽》杂志社主编赵长天之子，著名悬疑小说作家，至今已出版畅销小说作品近三十部。

## 著作
- 星座爱情小说系列，共三本
  - 《当摩羯遇见处女》
  - 《白羊座的双层世界》
  - 《春夜开始，夏夜结束》

- 那多三国事件簿系列，共五本
  - 《那多三国事件簿之桃园三结义》
  - 《那多三国事件簿之曹操登场》
  - 《那多三国事件簿之天下英雄会汜水》
  - 《那多三国事件簿之汜水关三英战吕布》
  - 《那多三国事件簿之乱起凤仪亭》

- 那多灵异手记系列，共十六本
  - 《凶心人》
  - 《坏种子》
  - 《铁牛重临》
  - 《幽灵旗》
  - 《神的密码》
  - 《过年》
  - 《亡者永生》
  - 《返祖》
  - 《暗影三十八万》
  - 《变形人》
  - 《纸婴》
  - 《亡者低语》
  - 《把你的命交给我》
  - 《世界尽头》
  - 《一路去死》
  - 《喂食者协会》

- 其他作品
  - 《百年诅咒》
  - 《甲骨碎》
  - 《清明幻河图》
  - 《來自太古》